# Almofrei
L'Almofrei est une rivière galicienne qui coule dans la province de Pontevedra en (Espagne). C'est un affluent, sur la rive gauche, du fleuve Lérez et sa longueur est d'environ 26 km, ce qui en fait le plus long de ses affluents. 

## Étymologie
La dénomination de la rivière est liée au lieu et à la paroisse civile d'Almofrei ( Cerdedo-Cotobade ),ce qui est assez caractéristique dans la dénomination de nombreuses petites rivières.  À son tour, le nom de la paroisse civile est d'origine germanique d'un possesseur, probablement au début du Moyen Âge, avec un nom gothique latinisé, Ermaufredus, qui par son génitif, Ermaufredi, est passé par l'évolution à l'Almofrei galicien. [réf. nécessaire]
D'autres auteurs parlent de l'origine arabe du mot, qui conserve le sens du galicien fondé sur celui qui prend le lit en voyage. 

## Description

### Source
L'Almofrei prend sa source près du lieu-dit de Forges, dans la paroisse civile de Santiago de Caroi, dans la commune de Cerdedo-Cotobade, en dessous du mont Seixo, qui se trouve déjà dans la commune de A Lama à environ 671 m. 

### Parcours
Après sa naissance et tout au long de son parcours, elle traverse d'autres paroisses civiles de Cerdedo-Cotobade: Corredoira, Loureiro, Carballedo, Rebordelo, Borela et Almofrei, qui est celle qui donne son nom à la rivière. Peu de temps après l'avoir traversé, elle entre dans la paroisse civile de Bora, déjà dans la commune de Pontevedra, et se jette bientôt dans le fleuve Lérez à la hauteur du lieu-dit de Ponte Bora. La direction générale du cours du fleuve est du nord-ouest au sud-est. 

### Affluents
Les affluents de l'Almofrei sont de petits ruisseaux peu développés longitudinalement. À droite, les plus importants sont les ruisseaux A Pereira,  Chan das Latas et Pego. À gauche, le ruisseau Borela, déjà au milieu, est le plus important. 

### Régime hydrique
L'Almofrei est une rivière typique d'un régime hydrique pluvial de type océanique, correspondant aux caractéristiques de son bassin fluvial, qui selon la hauteur recueille annuellement entre 1500 mm et plus de 2000 mm. Son bassin s'étend sur 77,5 km² et son débit moyen est de 3,58 m³ / s. 

## Intervention humaine

### Constructions
Le long de son parcours, on trouve un grand nombre de moulins, un fouloir ou maison de foulage, des plages et des piscines fluviales.

## Galerie d'images

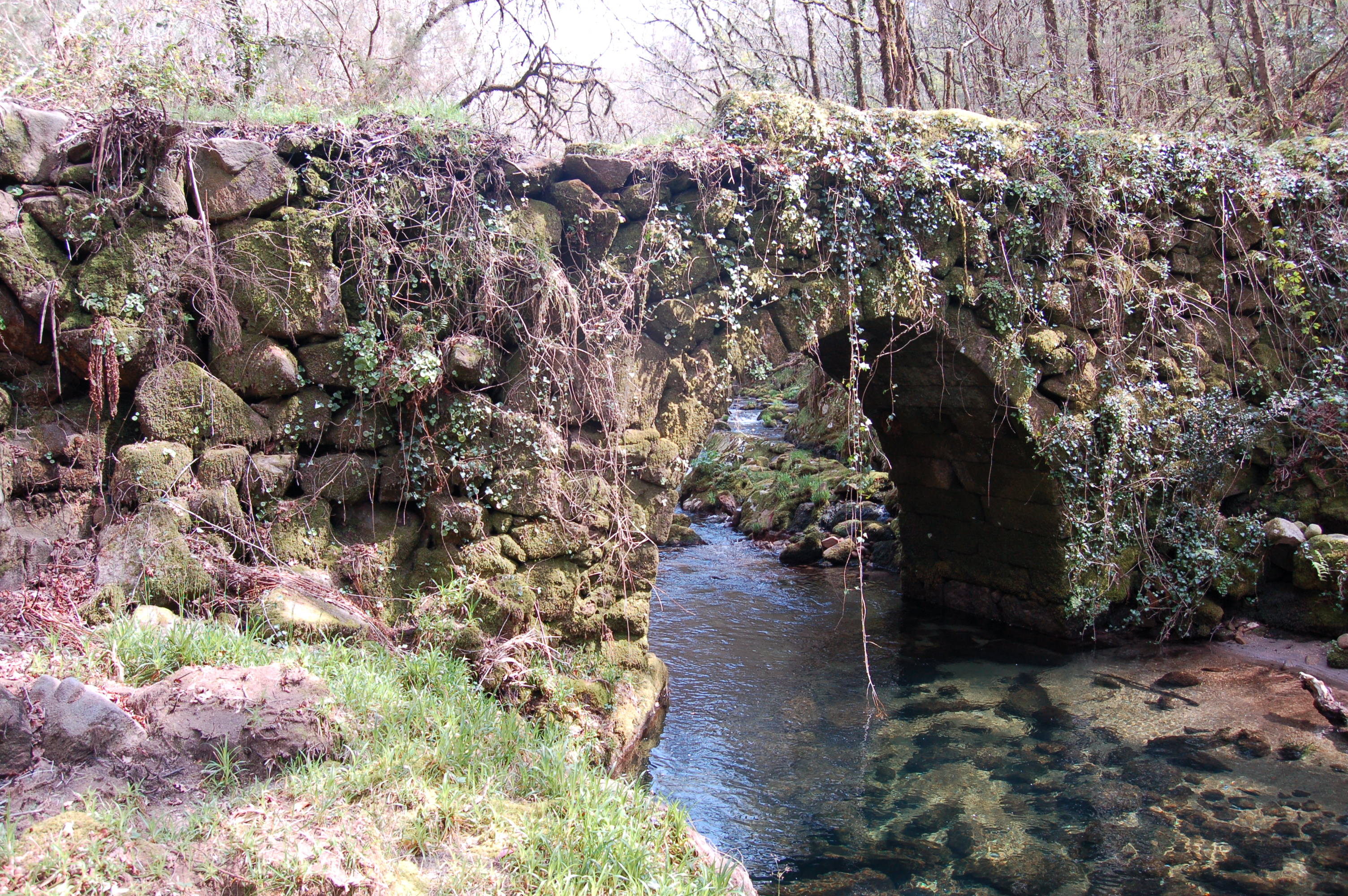
Pont Serrapio, à Corredoira.
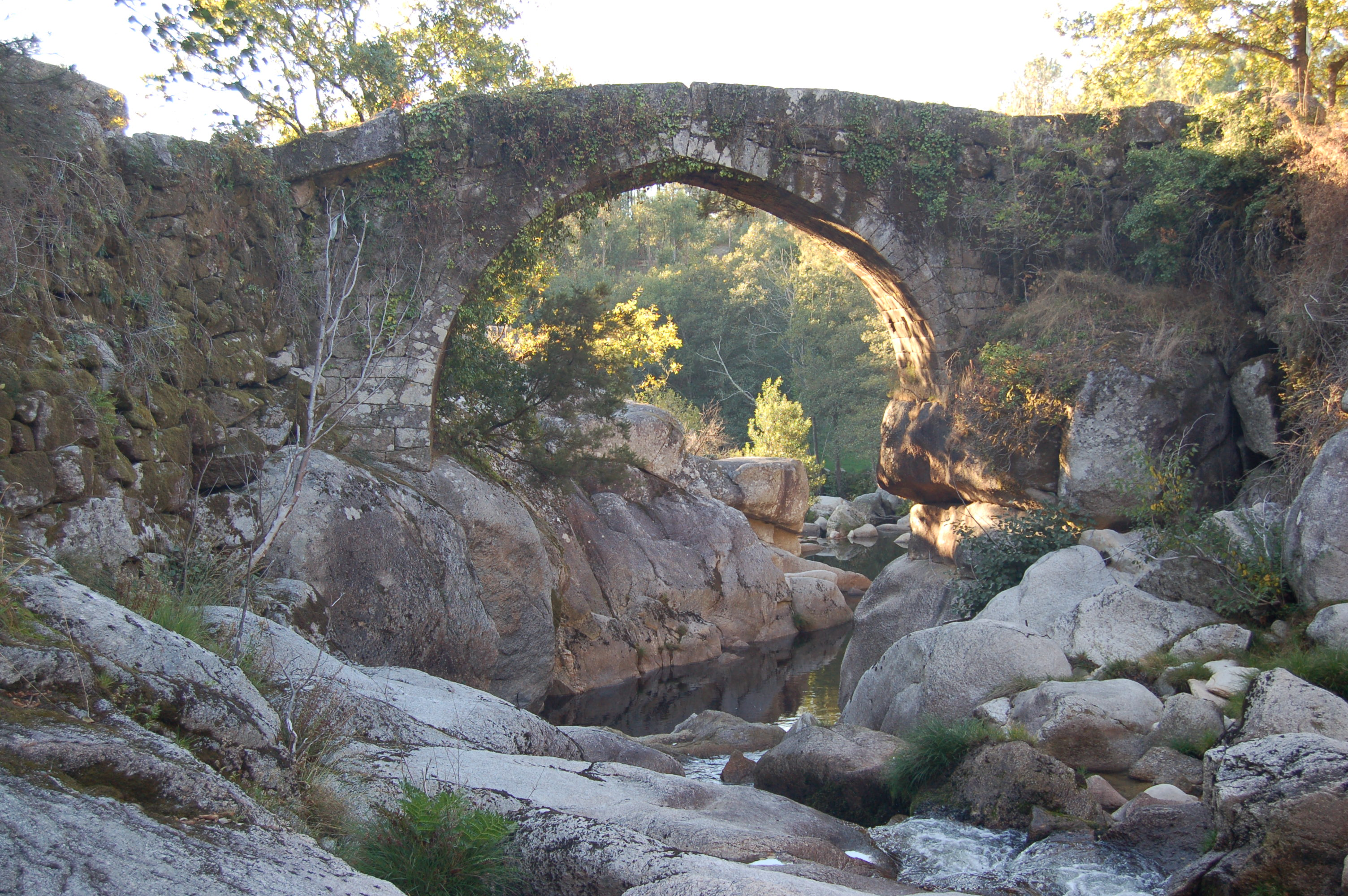
Pont médiéval à Almofrei.
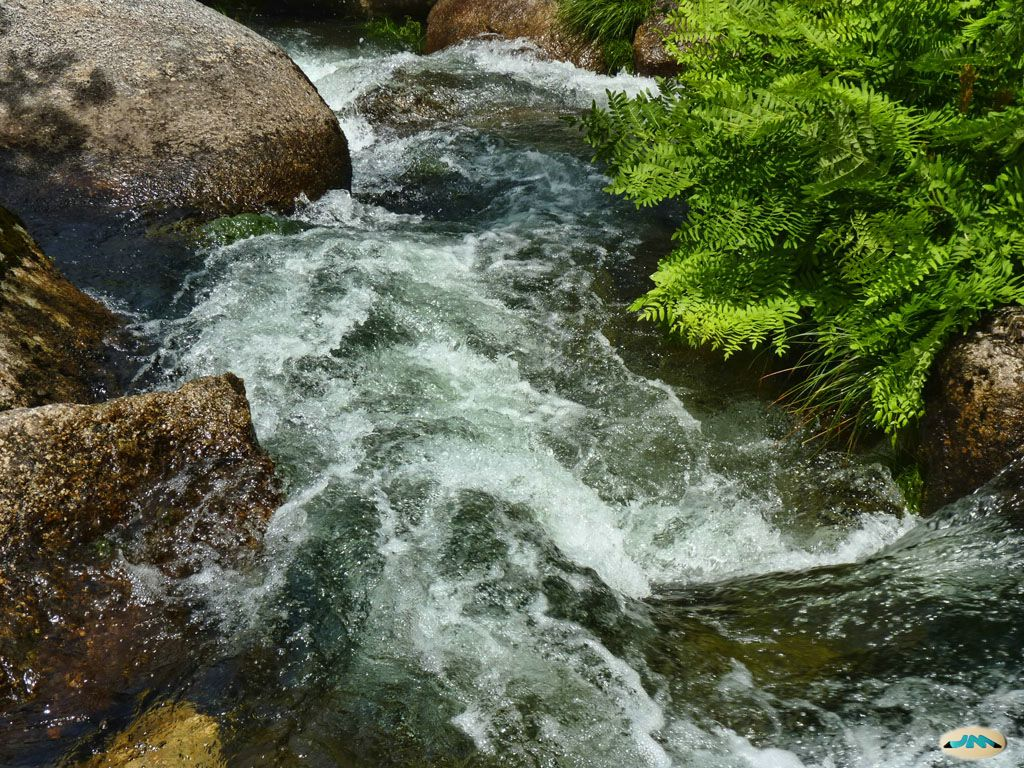
Sur son chemin à travers Cotobade.
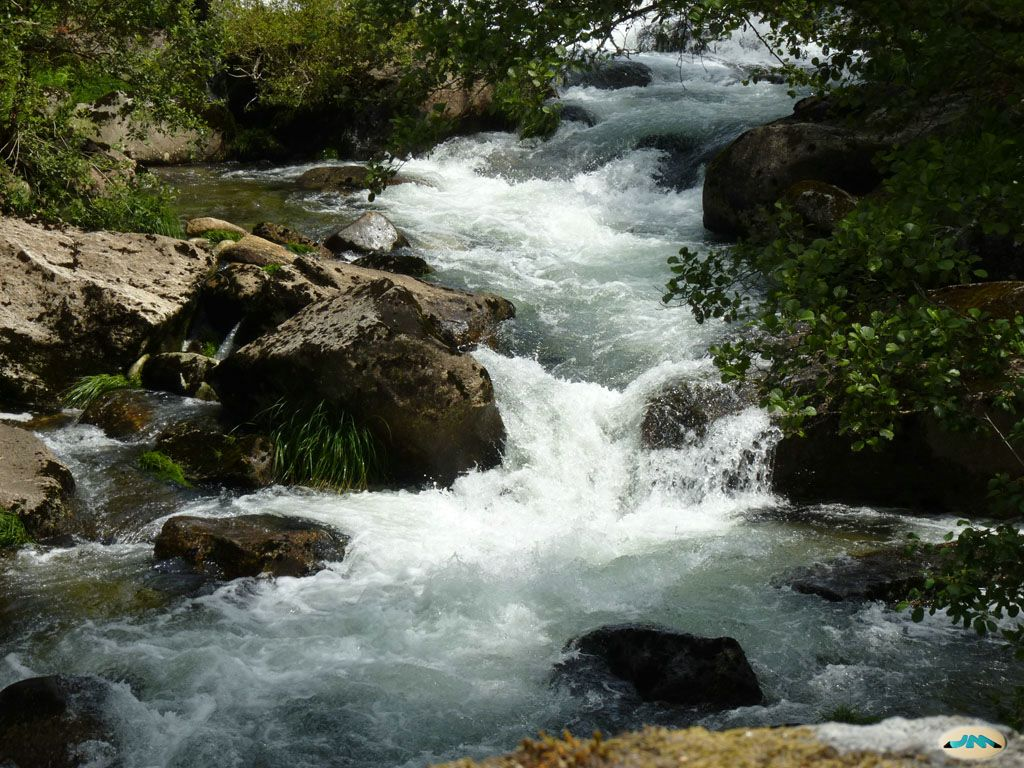
Sur son chemin à travers Cotobade.
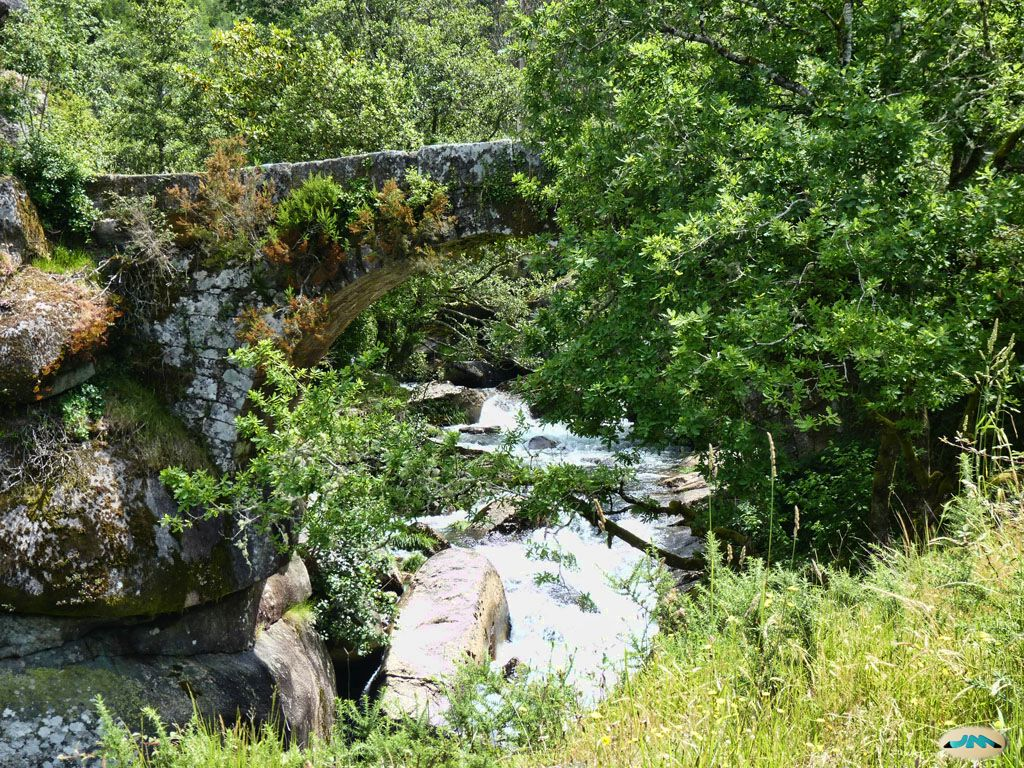
Sur son chemin à travers Cotobade.
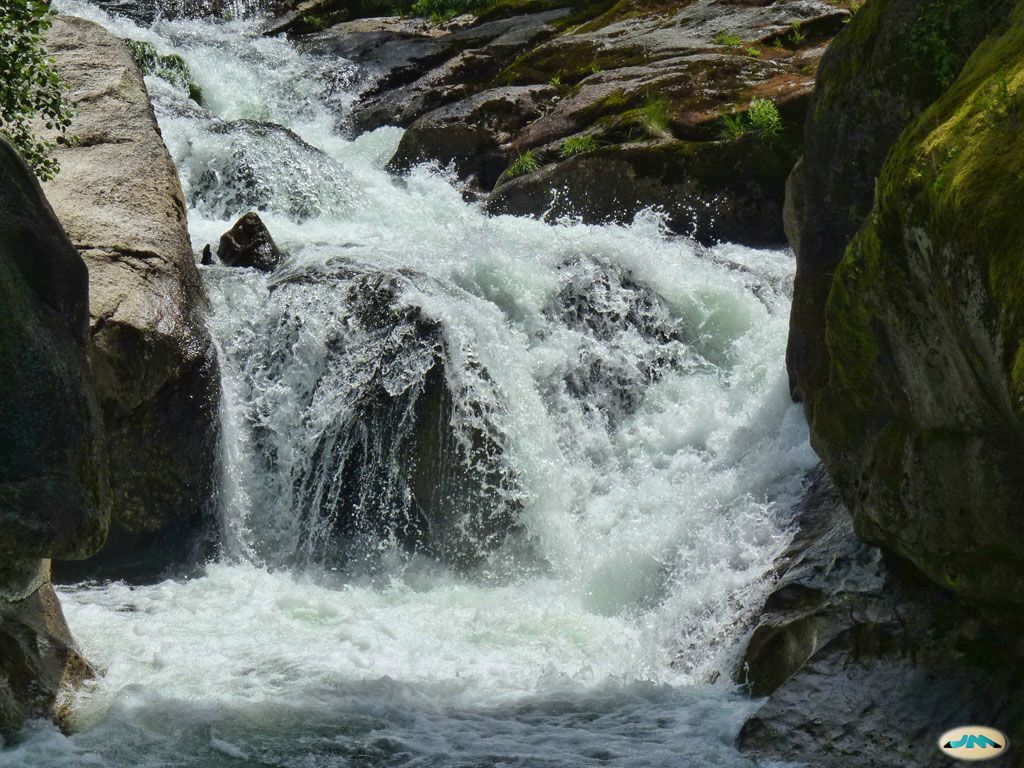
Sur son chemin à travers Cotobade.
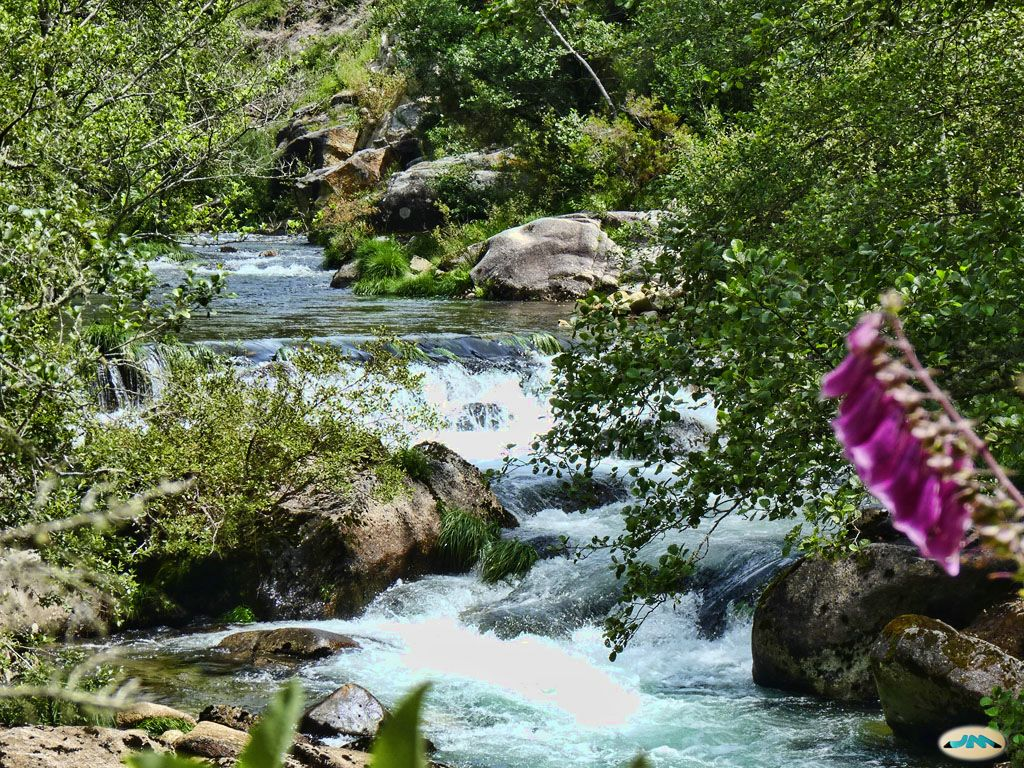
Sur son chemin à travers Cotobade.
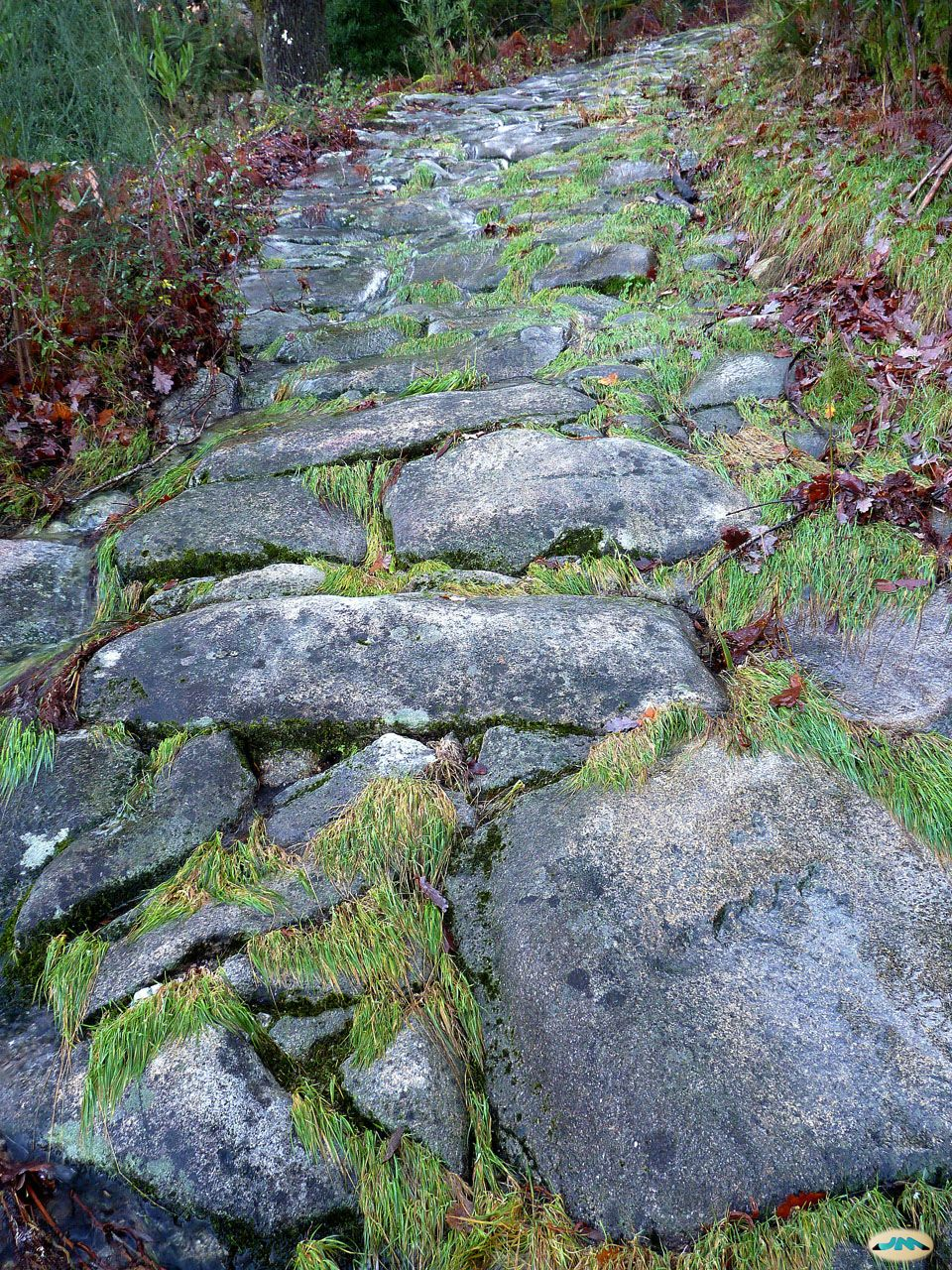
Route romaine à côté de l'Almofrei.